# Thom Hoffman
Thom Hoffman, vlastním jménem Thomas Antonius Cornelis Ancion, (* 3. března 1957 Wassenaar) je nizozemský herec a fotograf. Jeho otcem byl hokejista Jules Ancion. Herectví nikdy nestudoval. Svou kariéru zahájil počátkem osmdesátých let. Hrál v několika desítkách filmů a seriálů. Roku 1992 získal filmovou cenu Gouden Kalf. Počátkem devadesátých let se začal věnovat také fotografování. V roce 2005 se oženil s herečkou Giam Kwee.

## Filmografie (výběr)
- 4 manieren om je vrouw (1980)
- Luger (1981)
- Sprong naar de liefde (1982)
- De vierde man (1983)
- Pervola, sporen in de sneeuw (1985)
- De avonden (1989)
- Orlando (1992)
- V chladném denním světle (1996)
- Sentimental Education (1998)
- Molokai: The Story of Father Damien (1999)
- Vrah duší (2001)
- Dogville (2003)
- Černá kniha (2006)
- Kom niet aan mijn kinderen (2009)
- Sintel (2010)
- Hlava duše šok (2011)
- La marque des anges - Miserere (2013)
- Emperor (2020)